# 海山五
半人馬座λ，又名CP-62 2127，HD 100841、SAO 251472、HR 4467，是半人馬座的一颗恒星，视星等为3.13，位于銀經294.47，銀緯-1.4，其B1900.0坐标为赤經11h 31m 10s，赤緯-62° -1.4′ 59″。